# Cypridina sinuosa
Cypridina sinuosa is een mosselkreeftjessoort uit de familie van de Cypridinidae. De wetenschappelijke naam van de soort is voor het eerst geldig gepubliceerd in 1906 door Müller.